# Disconnect (logiciel)
Pour les articles homonymes, voir Disconnect.
Disconnect est une extension libre pour navigateur web, qui affiche et bloque les trackers (boutons de Facebook, Google+, Twitter, mesure d'audience, publicités, et bien d'autres) des pages web visitées.
En parallèle, Disconnect propose un multi-moteur de recherche dont la philosophie est également de préserver la vie privée des utilisateurs.
Depuis le 27 avril 2015, c'est le moteur de recherche par défaut de Tor Browser (version 45).